# Infantolino
La ditta Infantolino o ditta Cav. G. Infantolino  o Infantolino torroni è stata una azienda dolciaria della città di Caltanissetta, fondata da Pasquale Infantolino nel 1837 con sede amministrativa in Corso Umberto I, 103-105 e con la fabbrica in Via Cordova a Caltanissetta.

## Storia

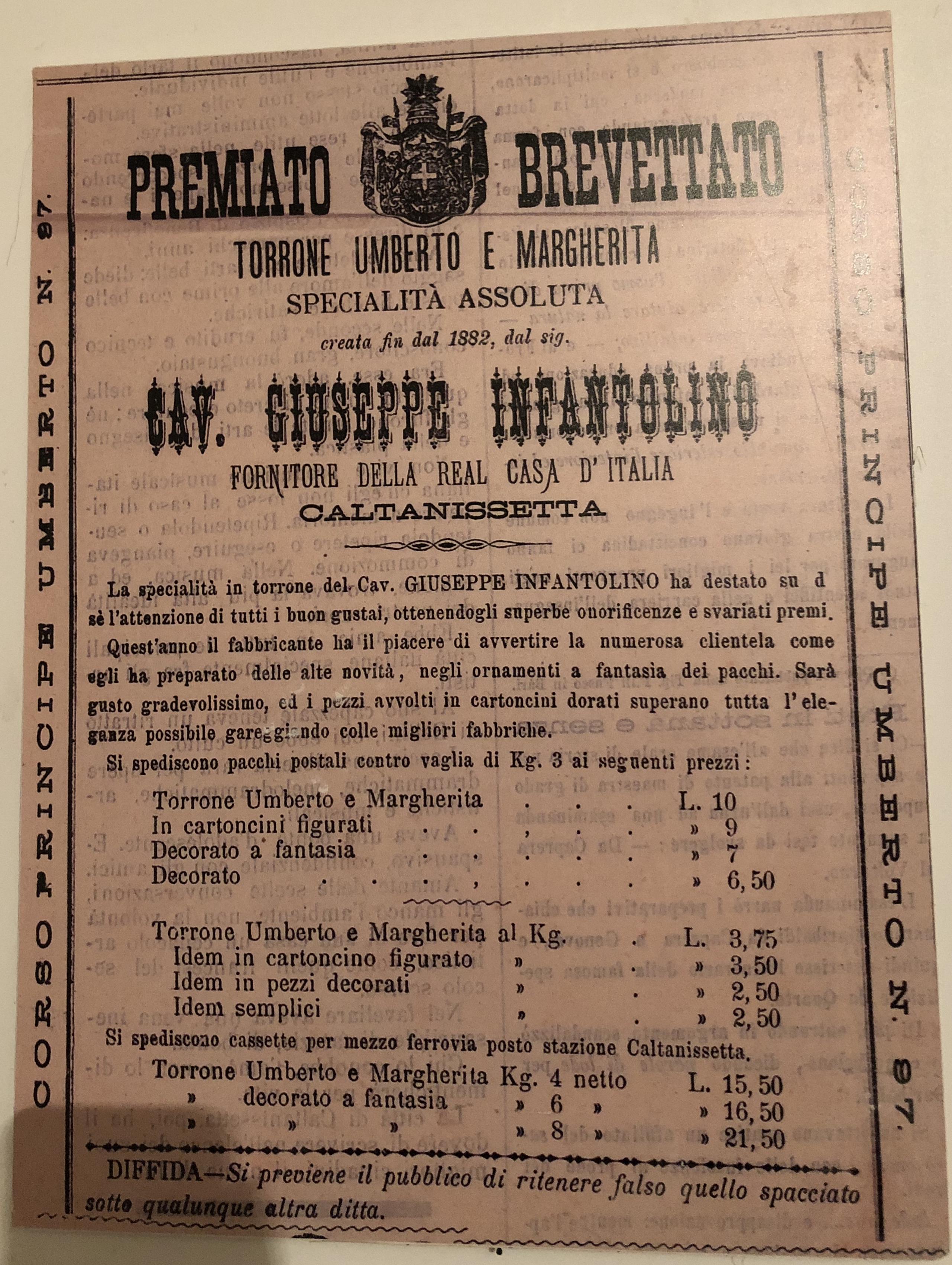
Listino prezzi

Essa operò a cavallo dell'800 e primi anni del 900 ricevendo onorificenze in occasione dell'Expo di Torino del 1884. Chiuse nel 1935 durante il periodo fascista per un grave dissesto finanziario, dovuto alle sanzioni economiche all'Italia fascista.
L'azienda ricevette diversi premi ed onorificenze e vantava nel suo packaging il fatto di essere fornitore ufficiale della Real Casa di Savoia o più esattamente: Regia e privilegiata fabbrica di torrone cioccolato e dolci Cav. G. Infantolino fornitore della R. Casa Caltanissetta.
L'azienda registrò due brevetti ed arrivò ad avere decine di operai.
Oggi, della storica azienda nissena, sopravvivono rare e preziose scatole di latta di gusto liberty.

## Produzione
- Torrone Margherita (in onore alla Regina Margherita)
- Torrone alla crema Jolanda (in onore della nobile di casa Savoia)
- Torrone al cacao Elena (in onore alla Regina Elena)
- Torrone Umberto (in onore al Re Umberto I)
- Dessert des dames o bacio di dama
- Torrone Jolanda
- Torrone Spendor
- Torrone Tripoli
- Torrone Italia

Con lo stesso nome operò a Caltanissetta una fabbrica di creme per calzature di proprietà di Salvatore Infantolino Nicosia.